# 2010年吉爾吉斯修憲公投
2010年6月27日，吉尔吉斯斯坦舉行修憲公投，決定是否限制總統權力和加速民主化，回應同年革命的訴求。

## 背景
2010年吉爾吉斯革命後，库尔曼别克·巴基耶夫被逼下台，由萝扎·奥通巴耶娃領導的臨時政府提倡舉行公投，減少總統的權力，並改行議會制。若獲通過的話，吉爾吉斯將會是中亞首個議會制國家。
公投前數個星期，吉國南部奧什和賈拉拉巴德的本地吉爾吉斯族與少數的乌孜别克族爆發種族騷亂，當地也是巴基耶夫的家鄉，而部分的難民是來自烏茲別克的難民營。中央政府頒布宵禁令，嘗試阻止衝突，但之後因應公投而解除。至於首都比什凱克的市民則大致平靜、百感交集，「既有懷疑，亦有人期望公投為吉爾吉斯帶來新未來」。
奥通巴耶娃不認同外國情報機構的猜度，她表示「外國部分高官，我指的是梅德韦杰夫總統等人，擔心可能出現阿富汗版吉爾吉斯、國家分裂。他們可能被誤導，而盲目相信服務本地寡頭的特勤官員。」

## 修憲
修憲包括：
- 捨棄总统制而改行議會制。總統將成為虛位元首，不得連任；
- 總統有權否決法案，但無法解散國會；
- 最高議會是唯一議院，共有120席，沒有政黨可以控制多於65席；
- 最高議會將表決選出總理，籌組新政府時有更大話語權；
- 憲法修正案須獲國會以三分二超級多數通過；
- 禁止建基於宗教和種族的政黨；
- 俄语取代乌孜别克语為第二官方語文；

另外，奥通巴耶娃將以「過渡期總統」身份留任至2011年尾。

## 結果
修憲公投最終以超過90%支持率，而獲通過。全國三百萬名合資格選民中，有69%投下一票。不過，因為公投前爆發種族衝突，國內四十萬名烏孜別克族族人中的大部分人在舉行公投時遷居烏茲別克，沒有投票。
| 選項                                             | 得票      | %     |
| ------------------------------------------------ | --------- | ----- |
| 贊成                                             | 1,777,339 | 91.82 |
| 反對                                             | 158,373   | 8.18  |
| 無效／棄票                                       | 27,092    | –     |
| 總數                                             | 1,962,804 | 100   |
| 已登記選民／投票率                               | 2,716,687 | 72.25 |
| 資料來源：Direct Democracy（页面存档备份，存于） |           |       |

## 迴響及後續
時任俄罗斯总统德米特里·梅德韦杰夫擔心修憲將令「國家陷落」，最終令極端主義政黨掌權。美國國務院則讚揚公投，並呼籲臨時政府及吉國人民「推進和解和問責，確保種族間未來都可和平，帶領吉爾吉斯邁向穩定、安全、民主和繁榮穩定」。
改制後的首場國會選舉在同年舉行，國會獲賦予更多權力，最終由提倡改行舊制和歡迎巴基耶夫回國的故鄉黨取得不過半數的最多議席。